# 伦敦佛教中心

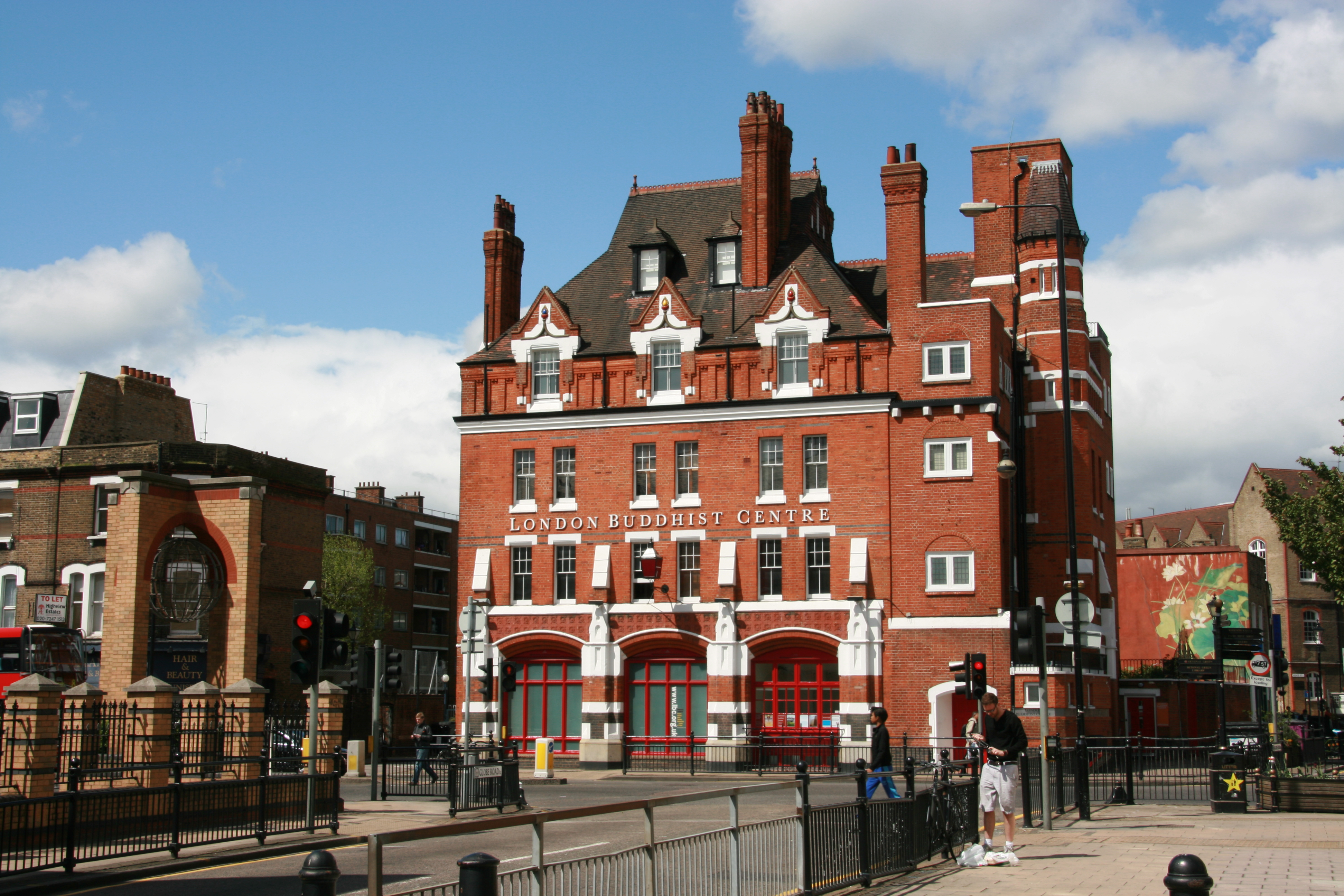
伦敦佛教中心

伦敦佛教中心（英語：London Buddhist Centre）是英国首都伦敦的佛教徒主要活动场所之一，位于伦敦东区贝思丽绿地区。1978年对外开放，其所在建筑物，之前是维多利亚时代的一个消防站，1888年修造好，一直为伦敦消防局使用直到1969年。2009年，该建筑物又进行过翻修。
51°31′41″N 0°03′05″W / 51.528072°N 0.051361°W